# Plantago australis
Plantago australis är en grobladsväxtart som beskrevs av Jean-Baptiste de Lamarck. Plantago australis ingår i släktet kämpar, och familjen grobladsväxter.

## Underarter
Arten delas in i följande underarter:
- P. a. angustifolia
- P. a. australis
- P. a. cumingiana
- P. a. hirtella
- P. a. oreades
- P. a. pflanzii
- P. a. pretoana
- P. a. sodiroana

## Bildgalleri

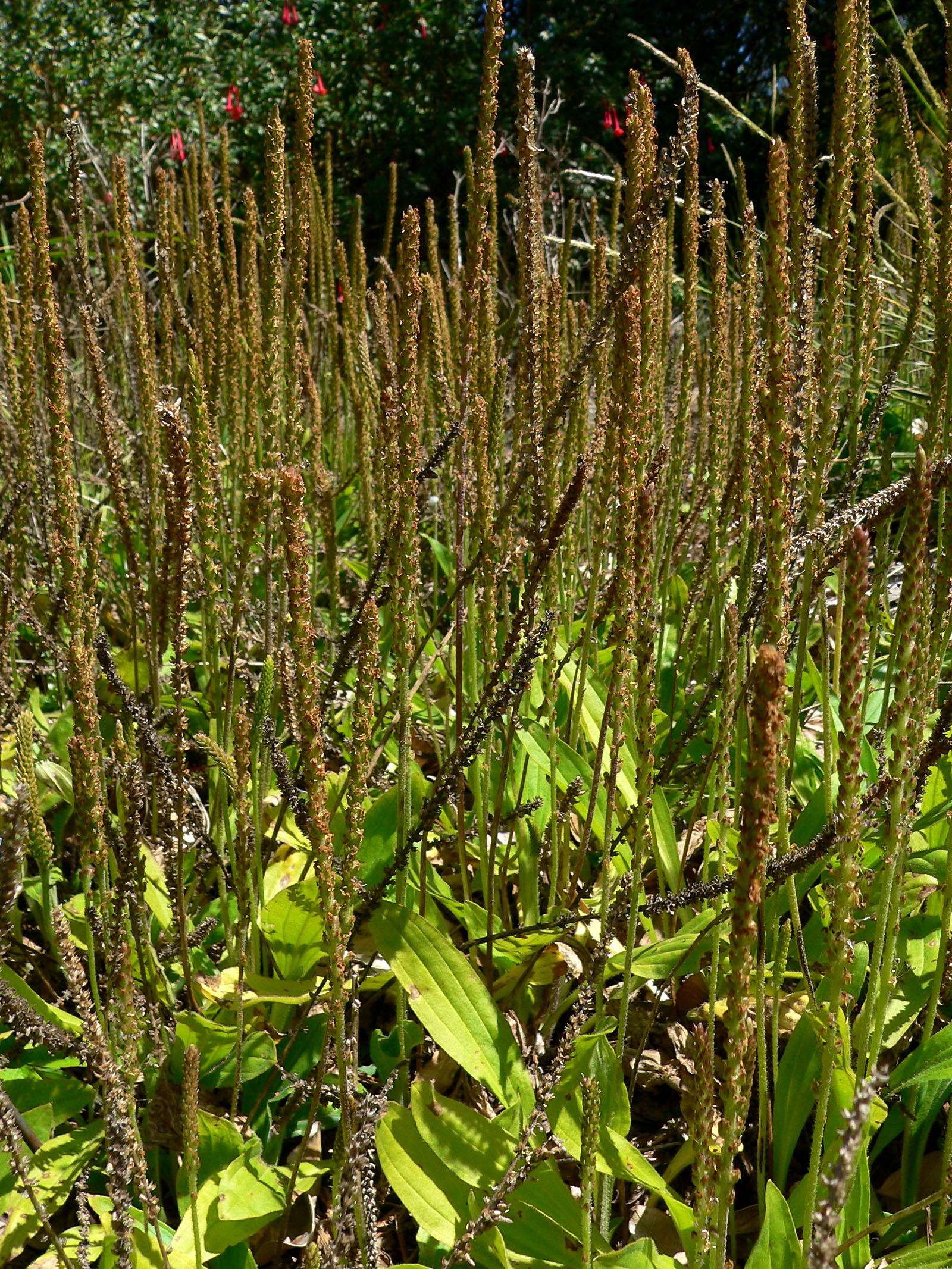
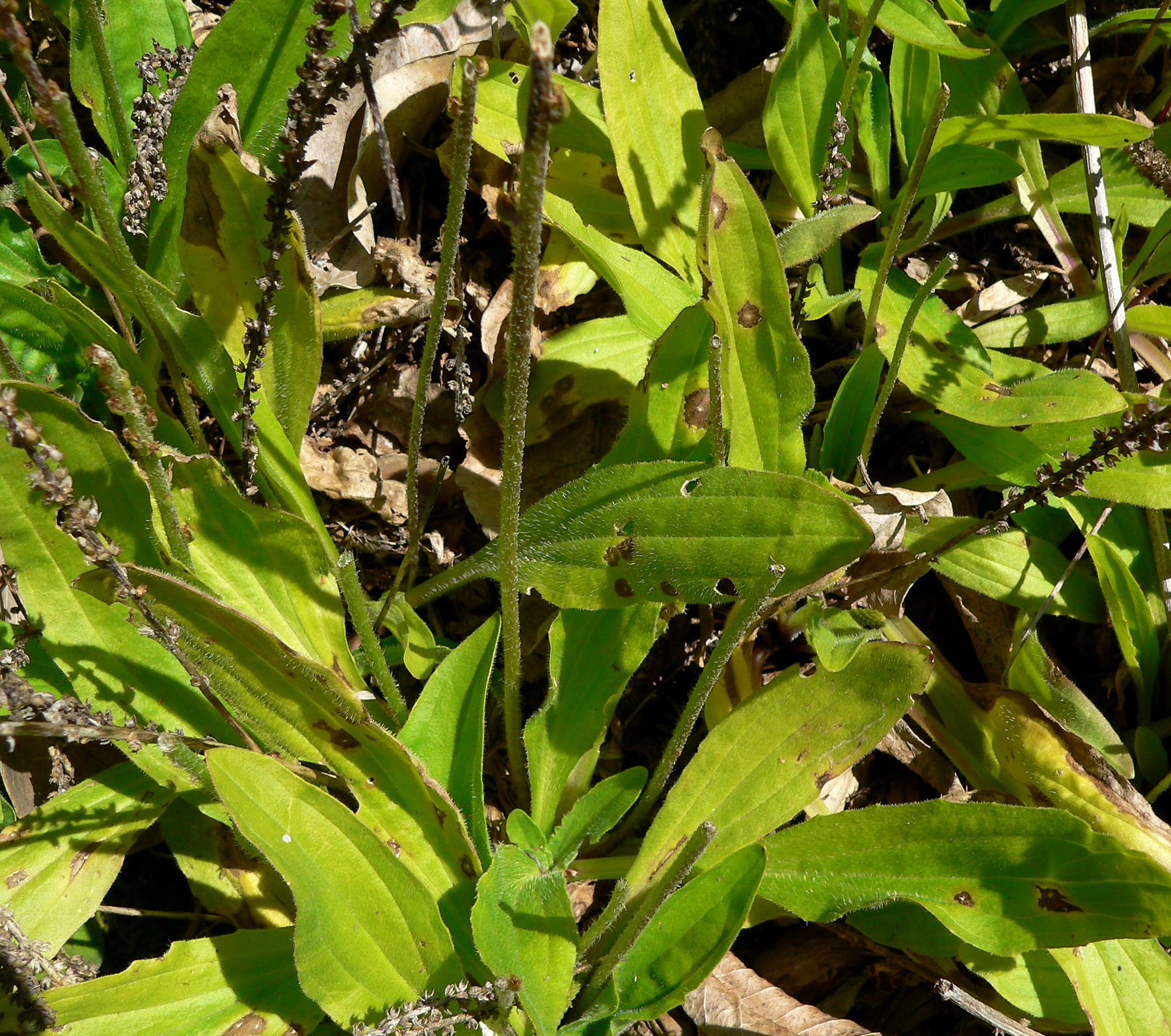
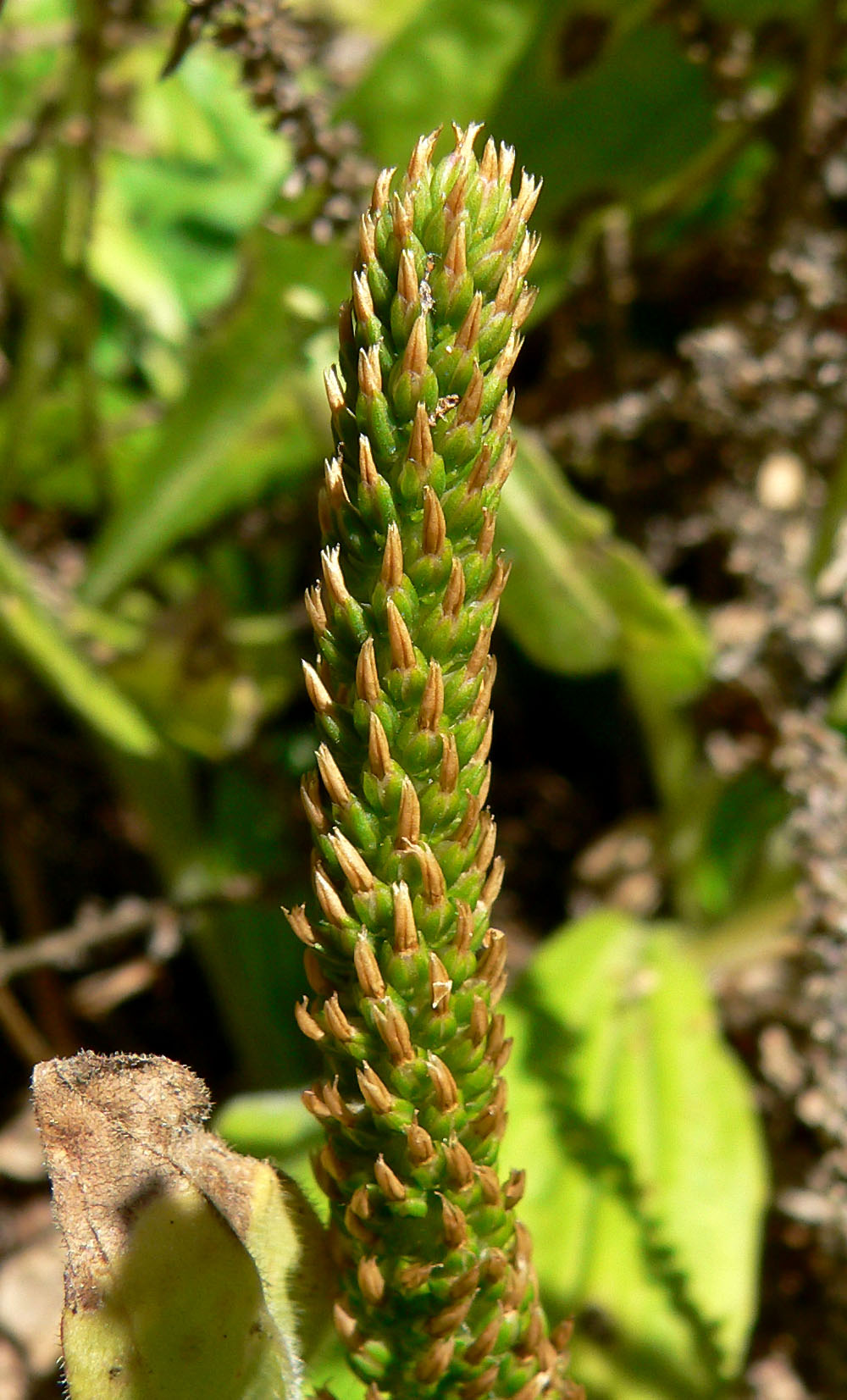
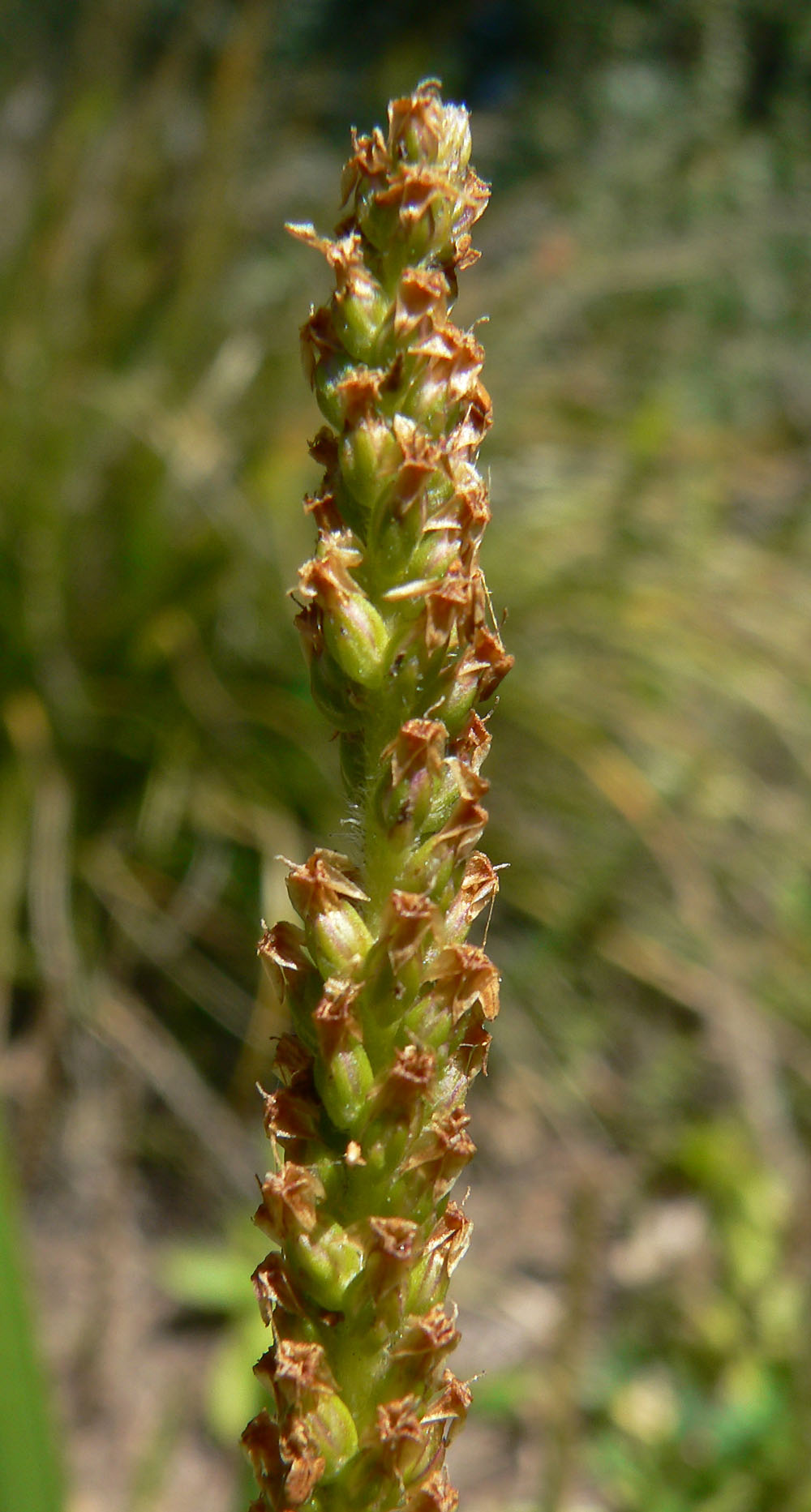